# Porep
Porep ist ein Ortsteil der Stadt Putlitz im Landkreis Prignitz in Brandenburg. Der Ort liegt nördlich der Kernstadt Putlitz an den Kreisstraßen K 7024 und K 167. Südlich verläuft die A 24 und westlich die Landesgrenze zu Mecklenburg-Vorpommern.

## Geschichte

### Eingemeindungen
Am 31. Dezember 2001 wurde Porep in die Stadt Putlitz eingemeindet.

## Sehenswürdigkeiten
- In der Liste der Baudenkmale in Putlitz sind für Porep drei Baudenkmale aufgeführt, darunter die Dorfkirche.